# ジョージ・B・ポスト
ジョージ・ブラウン・ポスト (George Browne Post、1837年12月15日 – 1913年11月28日) は、ボザール様式を専門とするアメリカの建築家である。 

## 略歴
ポストはen:Richard Morris Hunt (1858–60) の学生だったが、同世代の多くの建築家とは違い、彼はそれ以前に土木工学の学位を取得していた（ニューヨーク大学 Scientific School, 1858年）。1860年、彼はオフィスのフェロー学生Charles D. Gambrillとパートナーシップを結んだ。また、南北戦争に従軍するための一時の中断を取った。
彼の特徴的なプロジェクトの多くは商業用ビルのためのものであった。彼の建築物の多くはニューヨークおよび他の都市の中心部に位置していたため、それらの多くは20世紀には再建されず新しいビルを作るために取り壊された。それでもなお、彼の失われたビルの幾つかはそのエリアのランドマークであったと認識されている。彼の設計したエクイタブル生命ビル（1868–70年）はエレベータの設置が仕様に組み込まれた最初のオフィスビルであった。このビルを借りることができなくなるとささやかれたとき、ポスト自身がこのビルの上層階の賃貸を行った。ロウワー・マンハッタンDey Streetに建てた彼のウエスタン・ユニオン・テレグラフ・ビル（1872–75年）は初めての10階立てのオフィスビルとなり、来るべき超高層ビルの先駆けとなった。ポストが設計した20階建てのニューヨークワールドビル（1889–90年）がシティホールパークに面した"ニュースペーパーロウ"に建てられたとき、これはニューヨーク市で最も高いビルとなった。
2 ブロードウェイに建てられた巨大なニューヨーク商品取引所（1881–84年）はボウリング・グリーンに面していた。その大きな天窓の付いたホールはフランスの小売り建築物に基づいており、日光が低層階にも差し込むようになっている。
1893年のシカゴ万国博覧会において、ポストはen:Burnham and Rootによって建築スタッフとして名を連ねており、そして「製造」および「教養」ビルを担当した。このビルは1889年のパリ万博における「機械」ビルの純径間を2、3フィート上回った。ポストの現場の技術者であるシカゴのE.C. Shanklandはその設計において過度に評価されていたとWinston Weismanは1973年に記している。
彼はより古風な半公共の建築物もまた設計している。代表作としてニューヨーク証券取引所ビルおよびウィスコンシン州会議事堂がある。ポストによる著名な私有住居としては、一時は5番街57丁目に所在していたコーネリアス・ヴァンダービルト2世のためのフランス風の城（1879–82年）および57丁目を挟んで面するen:Collis P. Huntingtonのためのpalazzo（1889–94年）がある。ロードアイランド州ニューポートにおいて、彼はen:Louisville and Nashville Railroad社長のC.C. Baldwinのために"Chateau-Nooga"またはBaldwin Cottage（1879–80年）を建設した。これは破風板および半分の建築用材を使用し多色を用いた手"風変わりな様式 (Quaint Style) "の実験作となった。en:John La Fargeは、ステンドグラスのパネルを供給した。
彼は建築家en:Arthur Bates Jenningsの専門教育を行った。
アメリカルネッサンスの担い手の一人であるポストは、装飾の彫刻や壁画を製作するために著名な芸術家および熟練工を雇った。彼とともに仕事をした人には彫刻家en:Karl Bitterと画家en:Elihu Vedderがいた。彼はen:National Arts Clubの設立メンバーの一人であり、1898から1905年までその社長を勤めた。1905年、彼の二人の息子はパートナーとして迎え入れられた。そのファームはポストの孫のEdward Everett Postの下で20世紀後半まで（1904–2006年）存続した。
ポストは1896-99年までアメリカ建築家協会の第6代理事長を勤めた。彼の広範囲の業績はニューヨーク歴史協会に資料がある。Sarah Bradford Landau著、George B. Post, Architect: Picturesque Designer and Determined Realist (1998) が発売されたことで、その協会で1998–99年に回顧展が行われるきっかけとなり、ポストの仕事は再評価されることとなった。

## 主要作品

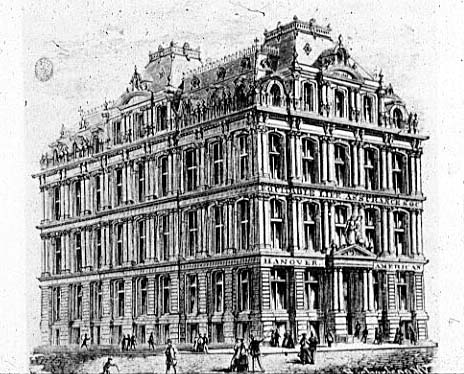
エクイタブル生命保険ビル、1868-70年：外側の被覆材や粧飾的な特徴は3〜4階建てに見えるが、実際は8階まであった。

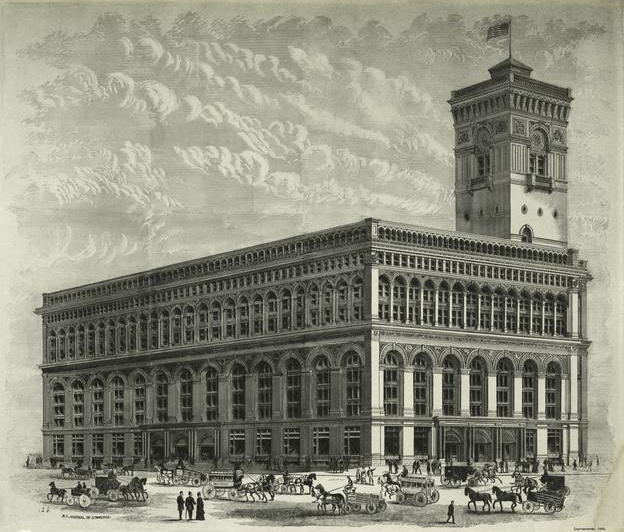
ニューヨーク商品取引所 (1883年)

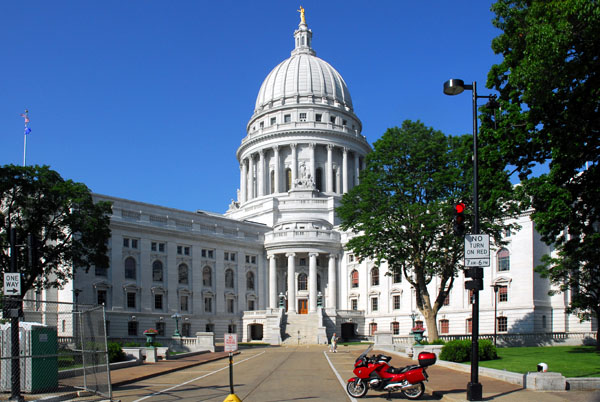
ウィスコンシン州マディソンのウィスコンシン州会議事堂

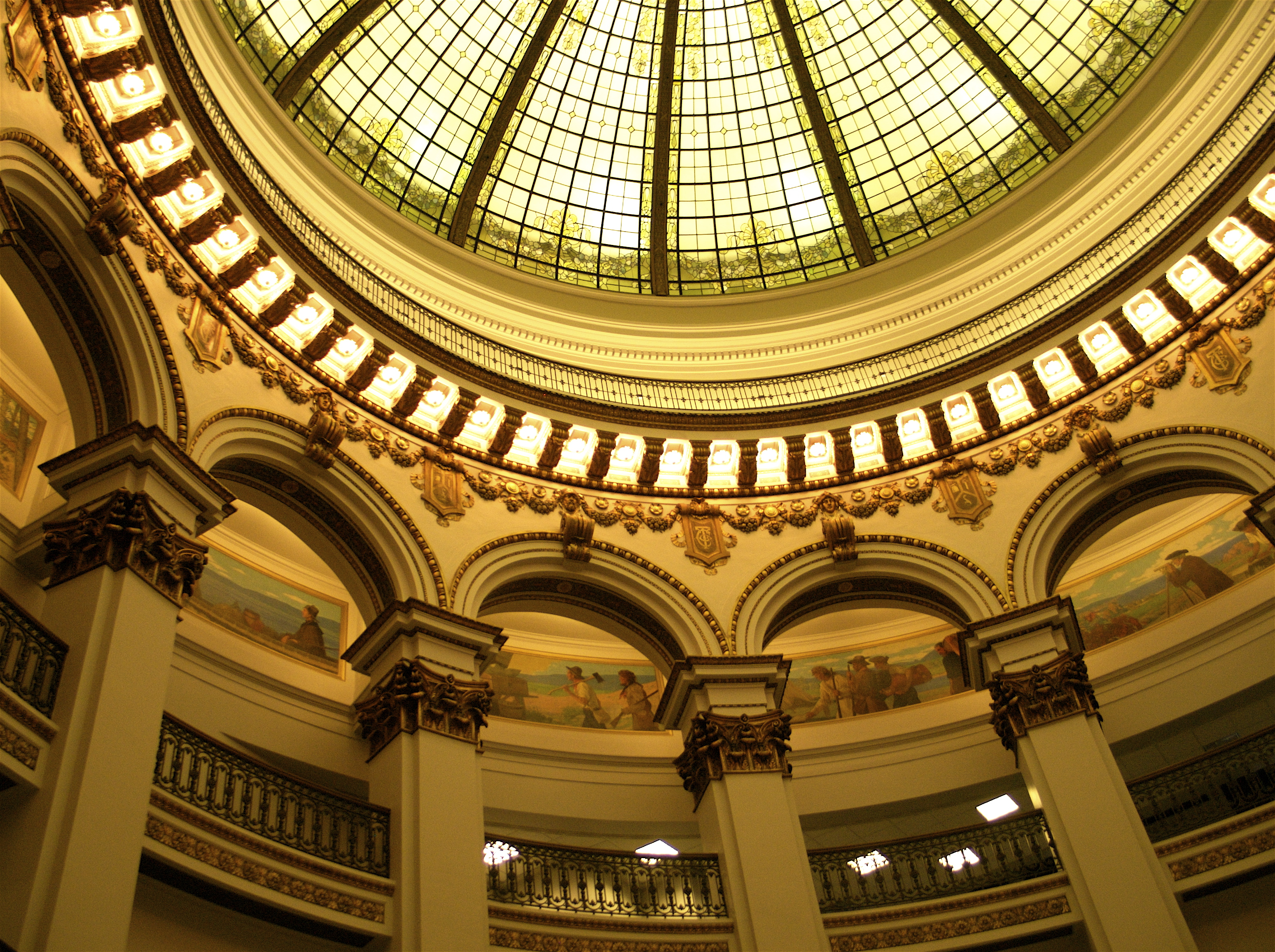
オハイオ州クリーブランドのクリーブランド・トラスト・ロンダの内部

- 初代のウィリアムズバーグ貯蓄銀行、ニューヨーク市ブルックリン区、1870-1875年：非常に古典風であり頂点にドームが取り付けられている。"それは19世紀に建築された。実際、それはMcKimの有名なコロンビア図書館の形を先取っていた。"と、en:Henry-Russell Hitchcockは著作のH.H. Richardsonの伝記に記している。
- トロイ貯蓄銀行、ニューヨーク州トロイ、1875年
- ブルックリン歴史協会、ニューヨーク市ブルックリン区、1878–1880年：当初はロングアイランド歴史協会のために建設された。建築用テラコッタを採用していた。
- ニューヨークポストビル、1880–1881年：中心が深く凹んだ構造により光と風が内部に差し込むようになっている。この特徴はすぐに大型建築物の標準となった。
- ミルズビル、ニューヨーク市マンハッタン、1881–1883年："最初の近代的オフィスビル"と呼ばれる。地上8階地下2階建てで10機のエレベータが設置されていた。ポストがアメリカへ導入することに助力した。建築用テラコッタパネルを使用していた。また、マンサード屋根の形状は取り除かれた。
- コーネリアス・ヴァンダービルト二世邸宅、ニューヨーク市マンハッタン、1883年
- ニューヨーク商品取引所、ニューヨーク市マンハッタン、1881–1885年：鉄の骨組みを覆う修正ネオ・ルネッサンス様式。
- ニューヨーク綿花取引所（解体）、ニューヨーク市マンハッタン、1883–1885年
- ニューヨークワールドビル（ピューリツァービル）、ニューヨーク市マンハッタン、1889–1890年：完成時は世界一高いビル。
- 旧ニューヨークタイムズビル（41 パークロウ）、ニューヨーク市マンハッタン、1888–89年
- ユニオントラストビル（78-82 ブロードウェイ、解体）、ニューヨーク市マンハッタン、1889–1890年
- プルデンシャルビル、ニュージャージー州ニューアーク、1894年：ロマネスク。長い間、アメリカで最も大きかった。
- パークビル、ペンシルバニア州ピッツバーグ、1896年：1960年代に改築された。
- ブロンクス区庁舎、ニューヨーク市ブロンクス区、1897年
- セントポールビル、ニューヨーク市マンハッタン、1898年
- ニューヨーク証券取引所、ニューヨーク市マンハッタン、1901–1903年
- ニューヨーク市立大学シティカレッジキャンパス、ニューヨーク市マンハッタン、1903–1907年：ゴシックリバイバル様式。
- 旧モントリオール証券取引所ビル、ケベック州モントリオール、1904年：現在はen:Centaur Theatreが使用している。
- ウィスコンシン州会議事堂、ウィスコンシン州マディソン、1906年
- クリーブランド・トラスト・カンパニー、オハイオ州クリーブランド、1908年
- ポンティアックホテル、ニューヨーク州Oswego、1912年